# Pachycephala phaionota
Sibilante-das-molucas ou assobiadeira-das-raja-ampat (Pachycephala phaionota) é uma espécie de ave da família Pachycephalidae.
É endémica da Indonésia.
Os seus habitats naturais são: florestas secas tropicais ou subtropicais e florestas de mangal tropicais ou subtropicais.